# Épisodes de Los Angeles, police judiciaire
Cet article présente les épisodes de la série télévisée Los Angeles, police judiciaire (Law & Order: LA).

## Distribution

### Acteurs principaux
- Rachel Ticotin (VF : Véronique Augereau) : lieutenant Arleen Gonzales
- Alfred Molina (VF : Gabriel Le Doze) : inspecteur Ricardo Morales, Substitut du procureur
- Corey Stoll (VF : Joël Zaffarano) : inspecteur Tomas « TJ » Jaruszalski
- Skeet Ulrich (VF : Alexis Victor) : inspecteur Rex Winters, ancien marine qui a épousé une ex-lieutenant de police (14 épisodes)
- Terrence Howard (VF : Serge Faliu) : le substitut du procureur Jonah « Joe » Dekker (16 épisodes)
- Tamlyn Tomita (VF : Sabeline Amaury) : Dr Miwako Nishizawa, le médecin légiste (10 épisodes)
- Peter Coyote (VF : Bernard Tiphaine) : le procureur Jerry Hardin (8 épisodes)
- Alana de La Garza (VF : Chantal Baroin) : l'assistante du procureur Connie Rubirosa (8 épisodes)
- Regina Hall (VF : Ninou Fratellini) : le substitut du procureur Evelyn Price (7 épisodes)
- Megan Boone (VF : Karine Foviau) : le substitut du procureur Lauren Stanton (7 épisodes)

### Acteurs récurrents et invités
- Teri Polo : Casey Winters (3 épisodes)
- Jodi Long : Juge Sonya Cruz (3 épisodes)
- Tina Huang : Tech Stacey Maris (3 épisodes)
- Khloé Kardashian : elle-même[1] (épisode 12)
- Jodi Lyn O'Keefe : Jenn Mackie[2] (épisode 17)
- Steven Yeun : Ken Hasui (épisode 15)
- Rebecca Mader : Rebecca Townley (épisode 5)
- Danielle Panabaker : Chelsea Sennett (épisode 1)
- Shawnee Smith : Truddy Sennett (épisode 1)
- Tony Plana : Jorge Gomez (épisode 22)
- Marlene Forte : Inez Gomez (épisode 22)
- Dean Norris : Bob Kentner (épisode 22)
- Leah Pipes : Miranda Clark (épisode 1)

## Liste des épisodes

### Épisode 1:Bienvenue à Hollywood
- États-Unis /  Canada : 29 septembre 2010 sur NBC / /A\
- France : 17 septembre 2011 sur TF1

- États-Unis : 10,64 millions de téléspectateurs[3] (première diffusion)
- France : 1,80 million de téléspectateurs (première diffusion)

- Danielle Panabaker : Chelsea Sennett
- Leah Pipes : Miranda Clark
- Shawnee Smith : Truddy Sennett
- Oded Fehr : Nick Manto
- Mira Furlan : Maria Olsen
- Travis Van Winkle : Colin Blackley

### Épisode 2:Vivre l'enfer
- États-Unis /  Canada : 6 octobre 2010 sur NBC / /A\
- France : 17 septembre 2011 sur TF1

- États-Unis : 8,26 millions de téléspectateurs[4]
- France : 1,60 million de téléspectateurs (première diffusion)

- Jay Karnes : Jim Roman
- Bonnie Root : Maura Dillon
- Michael Massee : Denis Watson
- Dale Dickey : Sally Ricks
- Samantha Sloyan : Rachel Forrester
- Teri Polo : Casey Winters

### Épisode 3:Plage privée
- États-Unis /  Canada : 13 octobre 2010 sur NBC / /A\
- France : 24 septembre 2011 sur TF1

- États-Unis : 7,26 millions de téléspectateurs[5]

- James Morrison : Gary Campbell
- Jeff Kober : Toomey
- Aaron Hill : Patrick Scott
- Caity Lotz : Amy Reynolds

### Épisode 4:Les Petites Victimes
- États-Unis /  Canada : 20 octobre 2010 sur NBC / /A\
- France : 1er octobre 2011 sur TF1

- États-Unis : 8,12 millions de téléspectateurs[6]

- Conor O'Farrell : Lane Garfield
- Kathleen Rose Perkins : Amy Powell
- Robert Kazinsky : Ronnie Powell
- Dee Wallace-Stone : Ellen Powell
- Kenneth Mitchell : Terry Walker

### Épisode 5:La Place de l'autre
- États-Unis /  Canada : 3 novembre 2010 sur NBC / CTV
- France : 24 septembre 2011 sur TF1

- États-Unis : 7,83 millions de téléspectateurs[7]
- Canada : 1,72 million de téléspectateurs[8]

- Rebecca Mader : Rebecca Townley
- Kate McNeil : Patricia Nelson
- John Benjamin Hickey : Thomas Nelson
- Michael Mosley : Robert Forrester
- Rob Benedict : Adam Yarbrorough

### Épisode 6:Maîtresse à bord
- États-Unis /  Canada : 10 novembre 2010 sur NBC / CTV
- France : 8 octobre 2011 sur TF1

- États-Unis : 6,8 millions de téléspectateurs[9]
- Canada : 1,384 million de téléspectateurs[10]

- Natalie Zea : Sarah Goodwin
- Sprague Grayden : Valerie Roberts
- Robert Baker : Buddy

### Épisode 7:Le Prédateur
- États-Unis /  Canada : 17 novembre 2010 sur NBC / CTV
- France : 1er octobre 2011 sur TF1

- États-Unis : 7,84 millions de téléspectateurs[11]
- Canada : 1,678 million de téléspectateurs[12]

- Patrick Fischler : Josh Solomon
- Sophina Brown : Julia Chaffey

### Épisode 8:Travail de sape
- États-Unis /  Canada : 1er décembre 2010 sur NBC / CTV
- France : 8 octobre 2011 sur TF1

- États-Unis : 9,15 millions de téléspectateurs[13]
- Canada : 1,41 million de téléspectateurs[14]

- Marc Blucas : Chip Jarrow
- Bellamy Young : Monica Jarrow
- Hutch Dano : Luke Jarrow

### Épisode 9:Pieds de serpent
- États-Unis /  Canada : 11 avril 2011 sur NBC / /A\
- France : 5 novembre 2011 sur TF1

- États-Unis : 6,1 millions de téléspectateurs[15]

- Teri Polo : Casey Winters
- Caitlin Carmichael : Lily Winters
- Jose Pablo Cantillo : Caesar Vargas
- Charles Rahi Chun : Mitch Pellington

### Épisode 10:Portrait d'un tueur
- États-Unis /  Canada : 11 avril 2011 sur NBC / /A\
- France : 12 novembre 2011 sur TF1

- États-Unis : 6,1 millions de téléspectateurs[15]

- Tim DeKay : Don Alvin
- Jason Beghe : Raymond Garson
- Coleton Ray : Bobby Alvin
- Conor O'Farrell : Lane Garfield
- Erin Cahill : Annette Kay

### Épisode 11:East Pasadena
- États-Unis /  Canada : 18 avril 2011 sur NBC / CTV
- France : 19 novembre 2011 sur TF1

- États-Unis : 5,12 millions de téléspectateurs[16]
- Canada : 1,218 million de téléspectateurs[17]

- Amanda Carlin : Susan Foreman
- Vaughn Armstrong : Mike Foreman
- John Pankow : Avocat Byron
- Andy Umberger : Chef Thompson
- Roxana Brusso : Ava Ruiz

### Épisode 12:Une vie si parfaite
- États-Unis /  Canada : 25 avril 2011 sur NBC / CTV
- France : 19 novembre 2011 sur TF1

- États-Unis : 5,79 millions de téléspectateurs[18]
- Canada : 1,124 million de téléspectateurs[19]

- Khloé Kardashian : Elle-même
- JoBeth Williams : Mme Walker
- Jaime Taite : Lily Walker
- Paula Malcomson : Jill Jennings / Gwen Walker
- Jeff Fahey : Terry Briggs

### Épisode 13:Les Trois Récidives
- États-Unis : 2 mai 2011 sur NBC
- Canada : 7 mai 2011 sur CTV
- France : 2011 sur TF1

- États-Unis : 4,85 millions de téléspectateurs[20]

- Michele Nordin : Emily Watson
- Chris Ellis : Walter Exley
- Chance Kelly : Sergent Frodes

### Épisode 14:Premiers émois
- États-Unis /  Canada : 9 mai 2011 sur NBC / /A\
- France : 10 décembre 2011 sur TF1

- États-Unis : 5,06 millions de téléspectateurs[21]

- Roger Young : Lui-même
- Scott Michael Foster : Roger Darby
- Reed Diamond : Franklin Citron

### Épisode 15:Histoire de fou
- États-Unis /  Canada : 16 mai 2011 sur NBC / /A\
- France : 10 décembre 2011 sur TF1

- États-Unis : 4,36 millions de téléspectateurs[22]

- Steven Yeun : Ken Hasui
- Shawn Hatosy : Lawrence "Larry" Sheppard
- Robin Weigert : Sœur de Larry
- Currie Graham : Max Hearn
- B.K. Cannon : Samantha Lorber
- Teri Polo : Casey Winters

### Épisode 16:Le Feu de la colère
- États-Unis /  Canada : 23 mai 2011 sur NBC / CTV
- France : 17 décembre 2011 sur TF1

- États-Unis : 5,91 millions de téléspectateurs[23]
- Canada : 1,188 million de téléspectateurs[24]

- Lee Tergesen : Patrick Denton
- Denise Crosby : Diane Burt
- William O'Leary : Joe Laight

### Épisode 17:Père indigne
- États-Unis /  Canada : 25 mai 2011 sur NBC / /A\
- France : 17 décembre 2011 sur TF1

- États-Unis : 5,47 millions de téléspectateurs[25]

- Jodi Lyn O'Keefe : Jenn Mackie
- Jessica Collins : Elizabeth Bennett
- Titus Welliver : Avocat de Kennedy
- Patrick Heusinger : Dan Rathman
- Jacqueline Hahn : Mme Rathman
- Irene Tsu : Christina Yu

### Épisode 18:Captive
- États-Unis /  Canada : 30 mai 2011 sur NBC / CTV
- France : 5 novembre 2011 sur TF1

- États-Unis : 6,59 millions de téléspectateurs[26]
- Canada : 1,119 million de téléspectateurs[27]

- Raphael Sbarge : Dennis Ackroyd
- Skyler Day : Mila Ackroyd
- Alla Korot : Anna Ackroyd
- Harry Lennix : Agent Bossy

### Épisode 19:Bonne ou mauvaise foi?
- États-Unis /  Canada : 6 juin 2011 sur NBC / CTV
- France : 15 octobre 2011 sur TF1

- États-Unis : 6,35 millions de téléspectateurs[28]
- Canada : 997 000 téléspectateurs[29]

- Currie Graham : Max Hearn
- Steven Culp : Ben Corrigan
- Rick Hoffman : Mr. Miller
- Isaiah Washington : Roland Davidson
- Charles S. Dutton : Révérend Bill Davidson

### Épisode 20:Discriminations
- États-Unis /  Canada : 20 juin 2011 sur NBC / CTV
- France : 22 octobre 2011 sur TF1

- États-Unis : 6,05 millions de téléspectateurs[30]
- Canada : 1,186 million de téléspectateurs[31]

### Épisode 21:Sans protection
- États-Unis /  Canada : 27 juin 2011 sur NBC / CTV
- France : 22 octobre 2011 sur TF1

- États-Unis : 6,45 millions de téléspectateurs[32]
- Canada : 1,313 million de téléspectateurs[33]

### Épisode 22:Enjeu familial
- États-Unis /  Canada : 11 juillet 2011 sur NBC / CTV
- France : 15 octobre 2011 sur TF1

- États-Unis : 4,7 millions de téléspectateurs[34]
- Canada : 1,208 million de téléspectateurs[35]